# Peter van Holsteijn
Peter van Holsteijn (1983) is de hoofdontwerper van Attractiepark Toverland.

## Carrière
Hij werd in Toverland aangesteld nadat Pieter Cornelis hem bij het ontwerpproces van "De Magische Vallei" betrok. Sindsdien werkt hij al meer dan tien jaar in het Sevenumse attractiepark. Vanaf 2011 is Van Holsteijn hoofdontwerper voor het park.  Hij heeft onder meer meegeholpen met de Magische Vallei, bobsleebaan "Blitz Bahn", themadelen "Avalon" en "Port Laguna", en in 2022 nog aan het ontwerp voor de upgrade van boomstambaan "Expedition Zork".
Lijst van attracties in Attractiepark Toverland · Afbeeldingen